# Convolvulus erinaceus
Convolvulus erinaceus är en vindeväxtart som beskrevs av Carl Friedrich von Ledebour. Convolvulus erinaceus ingår i släktet vindor, och familjen vindeväxter. Inga underarter finns listade i Catalogue of Life.